# Ystad Kloster
Ystad Kloster blev oprettet i 1267 (under det danske navn Ysted Kloster) og er i dag det bedst bevarede klosteranlæg i Skånelandene. Klostret tilhørte Franciskanerordenen. De sidste franciskanermunkene (gråbrødre) blev fordrevet i 1532, og efter en omtumlet tilværelse fungerer klostret i dag som hjemsted for Ystads Stadsmuseum.
Da klostret var fuldt udbygget, bestod det af en firelænget bygning og klosterkirken, som var indviet til Sankt Peter. Efter reformationen blev klosterkirken gjort til sognekirke, mens bygningens østfløj blev omdannet til hospital. I 1600-tallet blev klostrets nordlige og vestlige længe revet ned, og i dag er der kun nogle ruiner tilbage. Den resterende del af klostret blev i 1700-tallet brugt som kornmagasin og brænderi. 
Efter renoveringen i 1907 blev de nyrenoverede bygninger indrettet til at huse Ystads Bymuseum. Museet har en permanent udstilling om franciskanerordenen og klostrets historie. Desuden er der udstilling om Ystads historie gennem 6.000 år. Dertil kommer skiftende udstillinger.
Uden for museet findes en klosterhave med en urtehave og en rosengård.

## Galleri
- Ystad Gråbrødreklostret, nu Ystads Stadsmuseum.